# Râul Lempeș
Râul Lempeș este un curs de apă, afluent al râului Bistrița. 